# Massilia Sound System
Massilia Sound System – francuska grupa reggae. Powstała na początku lat 80. XX wieku w Marsylii. Funkcjonuje do dziś grając specyficzną, "prowansalską" odmianę reggae/ragga. Niejeden utwór Massilii śpiewany jest w języku prowansalskim, także w muzyce możemy odnaleźć liczne odwołania do tradycji lokalnej. 